# Corriere del Trentino
Il Corriere del Trentino è un'edizione locale del Corriere della Sera lanciata nel 2003 su modello del Corriere del Mezzogiorno. È uno dei tre quotidiani locali presenti in provincia di Trento, oltre a l'Adige e il Trentino.

## Struttura
Il quotidiano tratta solamente notizie locali e pubblica numerosi commenti ed editoriali. Il quotidiano esce anche di domenica ma non di lunedì.

## Storia
Il Corriere del Trentino è nato nel 2003 come allegato del Corriere della sera, di cui dal 2006, a séguito del processo di integrazione varato dal gruppo RCS, è un inserto spillato.
La testata è stata diretta da Enrico Franco dalla fondazione fino al 2018, quando è stato sostituito da Alessandro Russello, direttore del Corriere del Veneto.